# Paul Gordon Windley
Paul Gordon Windley (1941 - 2007), fue un arquitecto y gerontólogo de los Estados Unidos, y uno de los pioneros de la gerontología ambiental, que demostró que un buen diseño arquitectónico puede fomentar la independencia y la competencia de las personas mayores con su entorno. 
Nacido en el año 1941 en Montpelier, Bear Lake County, Idaho (Estados Unidos), Windley se licenció en Arquitectura por la Universidad Estatal de Idaho y por la Universidad Estatal de Colorado, obtuvo un Master de Arquitectura y Doctorado en Arquitectura por la Universidad de Míchigan. 
El Dr. Windley se interesó por conocer las implicaciones del entorno construido sobre el envejecimiento, destacando la importancia de favorecer un diseño construido integrador. Entre finales de 1970 y 1980 el Dr. Windley lideró un equipo interdisciplinario de arquitectos y psicólogos para examinar cómo las características físicas y sociales de los pequeños pueblos rurales de Kansas afectaban la calidad de vida de las personas mayores. Entre sus reconocimientos destacan sus trabajos con reconocidos expertos, como M. Powell Lawton (1923-2001), así como ser miembro de la Gerontological Society of America.